# Gräsken
Gräsken är en sjö i Gislaveds kommun, Svenljunga kommun och Tranemo kommun i Västergötland och ingår i Ätrans huvudavrinningsområde. Sjön är 15,2 meter djup, har en yta på 1,74 kvadratkilometer och är belägen 150,3 meter över havet. Sjön avvattnas av vattendraget Porsån (Kvarnatorpsån).

## Delavrinningsområde
Gräsken ingår i det delavrinningsområde (635483-134893) som SMHI kallar för Utloppet av Gräsken. Medelhöjden är 167 meter över havet och ytan är 16,67 kvadratkilometer. Det finns ett avrinningsområde uppströms, och räknas det in blir den ackumulerade arean 34,51 kvadratkilometer. Porsån (Kvarnatorpsån) som avvattnar avrinningsområdet har biflödesordning 3, vilket innebär att vattnet flödar genom totalt 3 vattendrag innan det når havet efter 128 kilometer. Avrinningsområdet består  mestadels av skog (71 procent). Avrinningsområdet har 2,22 kvadratkilometer vattenytor vilket ger det en sjöprocent på 13,3 procent.